# Широкодзьоб
Широкодзьоб (Smithornis) — рід горобцеподібних птахів родини смарагдорогодзьобових (Calyptomenidae). Включає 3 види.

## Етимологія
Рід Smithornis названо на честь шотландського натураліста Ендрю Сміта (1797—1872).

## Поширення
Широкодзьоби поширені в Субсахарській Африці.

## Спосіб життя
Живуть у тропічних дощових лісах, під пологом якого проводять більшу частину дня. 

## Види
- Широкодзьоб чорноголовий (Smithornis capensis)
- Широкодзьоб рудобокий (Smithornis rufolateralis)
- Широкодзьоб сіроголовий (Smithornis sharpei)